# Kurd, Tolna
Kurd  este un sat în districtul Dombóvár, județul Tolna, Ungaria, având o populație de 1.270 de locuitori (2011).

## Demografie
Componența etnică a satului Kurd
     Maghiari (82,47%)
     Romi (9,7%)
     Germani (6,59%)
     Necunoscut (0,31%)
     Alții (0,93%)
Componența confesională a satului Kurd
     Romano-catolici (54,09%)
     Fără religie (16,54%)
     Reformați (4,88%)
     Luterani (1,73%)
     Necunoscută (22,76%)
     Alte religii (1,89%)
Conform recensământului din 2011, satul Kurd avea 1.270 de locuitori. Din punct de vedere etnic, majoritatea locuitorilor (82,47%) erau maghiari, existând și minorități de romi (9,7%) și germani (6,59%). Apartenența etnică nu este cunoscută în cazul a 0,31% din locuitori.  Din punct de vedere confesional, majoritatea locuitorilor (54,09%) erau romano-catolici, existând și minorități de persoane fără religie (16,54%), reformați (4,88%) și luterani (1,73%). Pentru 22,76% din locuitori nu este cunoscută apartenența confesională.